# Angol
Angol è un comune del Cile, capoluogo della provincia di Malleco nella Regione dell'Araucanía. Al censimento del 2002 possedeva una popolazione di 48.996 abitanti.

## Società

### Evoluzione demografica
| Censimento del 1992 | Censimento del 2002 |
| 46.226 ab.          | 48.996 ab.          |

## Amministrazione

### Gemellaggi
È gemellato con:
- Vignola, dal 1998